# 65e régiment d'infanterie (États-Unis)

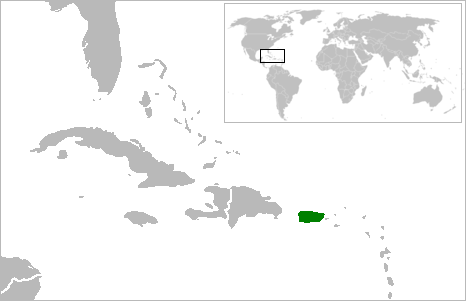
Emplacement de l'île de Porto Rico (en vert)

Le 65e régiment d'infanterie, surnommé "les Borinqueneers", était un régiment de l'Armée de terre des États-Unis composé uniquement de volontaires portoricains. Sa devise était Honor et Fidelitas, Honneur et fidélité en latin.

## Historique
Il participa à la Première Guerre mondiale, la Seconde Guerre mondiale, et à la guerre de Corée. En 1956, le 65e d'infanterie fut démobilisé et devint la première unité transférée d'un élément actif de l'armée à la garde nationale de Porto Rico. Le 65e régiment d'infanterie du premier bataillon fut transféré à la 92e brigade d'infanterie, et a servi pour la guerre contre le terrorisme et l'opération libération de l'Irak/opération Enduring Freedom.
Les Porto-ricains ont participé à tous les événements militaires américains majeurs, de la révolution américaine, quand des volontaires de Porto Rico, Cuba, et du Mexique ont combattu les britanniques en 1779 sous le commandement du général Bernardo de Gálvez (1746 - 1786), aux conflits actuels en Irak. Le 65e d'infanterie fut au départ mobilisé en tant que « régiment de Porto Rico » en 1898, et servi pendant la Première Guerre mondiale, tirant le premier coup de feu au nom des États-Unis. Il fut activiment impliqué dans le combat pendant la Seconde Guerre mondiale. Cependant c'est pendant la guerre de Corée que l'unité a subi les plus lourdes pertes. Parmi les problèmes auxquels il fut confronté se trouve la barrière de la langue (le fantassin de base ne parlait que l'espagnol, contrairement à la plupart des officiers qui parlaient anglais) et le climat froid et rigoureux.